# Đỗ Trọng Vỹ
Đỗ Trọng Vĩ (chữ Hán: 杜仲瑋, 1829-1899), tự Tham Thiền, hiệu Khôi Hữu, là một danh thần triều Nguyễn, nhà văn hóa và nhà giáo dục Việt Nam. Ông được xem là người có công trong việc tôn dựng lại Văn miếu Bắc Ninh.

## Thân thế
Theo gia phả họ Đỗ tại làng Đại Mão, Đỗ Trọng Vĩ sinh ngày 12 tháng 10 (âl) năm Kỷ Sửu 1829, quê làng Đại Mão, huyện Siêu Loại, phủ Thuận An, trấn Kinh Bắc (nay thuộc xã Hoài Thượng, thị xã Thuận Thành, tỉnh Bắc Ninh). Cũng theo gia phả, ông là hậu duệ của Trạng nguyên Nguyễn Quang Bật thời nhà Lê. Cha ông là cụ Đỗ Dư (hay Đỗ Trọng Dư), tự Hòa Trai, hiệu Hy Liễu, nổi tiếng học rộng tài cao, đỗ Cử nhân khoa Kỷ Mão 1819, từng làm đến chức Tri phủ Quốc Oai. Năm 1826, sau khi bị triều đình xét tội cách chức, cụ về quê làm nghề dạy học, đào tạo được nhiều thế hệ học trò thành danh. Cụ là tác giả của các tác phẩm Quan Âm truyện, Âm Chất truyện, nổi tiếng đương thời.
Khi Đỗ Trọng Vĩ mới lên 3 thì thân mẫu qua đời, ông được bên ngoại đón về Thụy Chương (nay thuộc quận Tây Hồ, Hà Nội) nuôi nấng. Đến năm lên 6 tuổi, ông được cha đón về trực tiếp nuôi dạy. Xuất thân từ một gia đình có truyền thống khoa bảng, từ nhỏ lài có tiếng thông minh đĩnh ngộ, học chóng hiểu thông và biết làm thơ sớm, ông sớm nổi tiếng văn tài Nho học. Năm 21 tuổi, ông đỗ Tú tài khoa Canh Tuất 1850.

## Văn nhân xuất binh nghiệp
Tháng 3 (âl) năm Nhâm Tuất 1862, Chánh tổng Nguyễn Thạnh ở Bắc Ninh nổi dậy chống triều đình, hội quân đến vài ngàn người, đánh phá các phủ, huyện Lạng Giang, Yên Dũng, rồi tới vây thành tỉnh Bắc Ninh. Triều đình sai Tiến sĩ Nguyễn Đăng Hành làm Bắc thứ Thường biện quân vụ, đốc suất quân đi đánh dẹp. Đỗ Trọng Vĩ được sung làm Bang tá huyện vụ theo quân. Trong trận đánh tại Đông Hồ (thuộc phủ Thuận Thành, Bắc Ninh), quân nổi dậy vây đánh quân triều, do không có quân viện trợ, Tiến sĩ Nguyễn Đăng Hành bị giết chết. Đỗ Trọng Vĩ đốc suất quân binh dốc sức đánh dẹp và cướp được thi hài của Tiến sĩ Nguyễn Đăng Hành. Do công trận này, ông được triều đình ghi nhận quân công.
Khoa thi Hương năm Giáp Tý 1864, lúc 36 tuổi ông đỗ Cống sĩ, đứng thứ ba tại trường thi Hà Nội. Cùng khoa thi với ông có một số bạn bè danh sĩ với ông như Nguyễn Khuyến (đỗ Giải nguyên, sau đỗ Đình nguyên Hoàng giáp khoa Tân Mùi 1871), Dương Khuê (sau đỗ Đồng tiến sĩ khoa Mậu Thìn 1868), Bùi Quế (hay Bùi Văn Quế, sau đỗ Đồng tiến sĩ khoa Ất Sửu 1865), Dương Danh Lập (sau đỗ Phó bảng khoa Ất Sửu 1865), Vũ Chu (Phó bảng khoa Ất Sửu 1865)...
Vì có quân công trước, nên vừa đỗ Cử nhân, ông được triều đình bổ ngay làm Huấn đạo Văn Giang. Năm 1870, ông được thăng chức Giáo thụ phủ Từ Sơn, rồi được bổ Tri huyện Yên Dũng kiêm Lạng Giang. Thời gian sau, ông được thăng chức Tri phủ Yên Thế.
Năm 1874, ông được triều đình sung chức Bang tá quân vụ, phụ tá cho Tiết chế quân vụ Hoàng Kế Viêm và Tán tương quân vụ Tôn Thất Thuyết, suất quân trấn áp các cuộc nổi dậy ở Bắc Ninh và Bắc Giang. Năm 1876, ông được sung làm quyền Án sát sứ Cao Bằng, rồi được đổi thành Án sát sứ Thái Nguyên.
Năm 1878, Lý Dương Tài, một cựu võ quan nhà Thanh từng theo Đề đốc Quảng Tây Phùng Tử Tài sang Việt Nam trấn áp quân Cờ Vàng, bất mãn sau khi bị Thanh triều cách chức nên tụ tập bộ chúng sang lén lút sang Việt Nam cướp bóc. Đỗ Trọng Vĩ nhận lệnh triều đình phối hợp với Đề đốc Quảng Tây Phùng Tử Tài dẹp loạn Lý Dương Tài. Sau khi dẹp được loạn và bắt được Lý Dương Tài giải trả về Trung Quốc, ông được thăng Tuần phủ Hưng Yên. Tuy nhiên, thời gian này do bị bệnh nên ông cáo quan xin về nghỉ tại quê nhà.

## Dốc lòng vì phong hóa
Đầu năm 1882, ông được triều đình triệu ra làm quyền Đốc học Bắc Ninh. Tuy nhiên, tháng 4 năm 1882, xảy ra sự kiện Pháp đánh thành Hà Nội lần thứ hai, ông xin từ quan, về ẩn dật ở chùa Hàm Long (nay thuộc phường Nam Sơn, thành phố Bắc Ninh). Tại đây ông soạn cuốn Bắc Ninh địa dư chí vào các năm 1882-1885.
Tuy đã lui về ẩn dật, tháng 2 năm 1888, ông một lần nữa là được triều đình triệu ra làm Đốc học Bắc Ninh. Bấy giờ, nước nhà trải qua nhiều cơn động loạn: Pháp hầu như nắm quyền cai trị, sự kiện "bốn tháng ba vua", sự biến kinh thành... Trong tình thế nước nhà suy vi, ngoại nhân cai trị, với mong muốn giữ gìn phong hóa truyền thống, ông dốc lòng đào tạo một thế hệ học trò trong đó có các vị xuất thân đại khoa như: Đình nguyên Nguyễn Đình Tuân, Tiến sĩ Đàm Thận Bình, các Phó bảng Phan Văn Tâm, Đặng Quỹ, Đặng Tích Trù, Nguyễn Thiện Kế và nhiều cử nhân. Bên cạnh đó, nhiều học trò ông tuy không đỗ đạt, nhưng cũng nức tiếng danh sĩ như Trần Lê Kỉ, Đỗ Như Đại, Nguyễn Mộng Bạch, Hoàng Thường, Nguyễn Đốc, Trần Huy Côn, Ngô Sách Tư, Tô Nha, Trịnh Xuân Nham…
Năm 1889, ông chủ trì việc khắc 12 tấm bia đá với tên gọi "Kim bảng lưu phương", ghi danh gần 700 vị đỗ đại khoa của xứ Kinh Bắc. Năm 1893, ông chủ trương cho di dời Văn miếu Bắc Ninh được xây dựng từ thời Lê sơ, vốn đang bị đổ nát, từ núi Thị Cầu về núi Phúc Đức. Văn miếu Bắc Ninh được dựng lại với quy mô rất lớn, gồm các công trình như: Tiền tế, Hậu đường, Tả vu, Hữu vu, Tạo soạn, Bi đình, nhà Hội đồng trị sự, Tam môn…, cùng với 12 tấm bia "Kim bảng lưu phương" còn lại cho đến ngày nay.
Năm 1898, ông xin về trí sĩ ở quê nhà.
Ông mất ngày 19 tháng 9 (âl) năm Kỷ Hợi 1899, hưởng thọ 71 tuổi.

## Vinh danh
Ở thành phố Bắc Ninh có con đường mang tên Đỗ Trọng Vỹ